# Trnovo (RS)
Trnovo je gradsko naselje i općina u Bosni i Hercegovini.
Trnovo je jedna od sedam općina koje formiraju Istočno Sarajevo (dio Republike Srpske). Postoji također i Trnovo u Sarajevskoj županiji. Obje spomenute općine su do 1992. godine bile dio jedinstvene bosanskohercegovačke općine Trnovo.

## Stanovništvo
Po posljednjem službenom popisu stanovništva iz 1991. godine, općina Trnovo (do rata prigradska općina Grada Sarajeva) imala je 6991 stanovnika, raspoređenih u 63 naselja.
| Stanovništvo općine Trnovo |                |                |                |
| godina popisa              | 1991.          | 1981.          | 1971.          |
| Muslimani                  | 4790 (68,81 %) | 5693 (69,75 %) | 6342 (66,37 %) |
| Srbi                       | 2059 (29,45 %) | 2242 (27,47 %) | 3093 (32,37 %) |
| Hrvati                     | 16 (0,22 %)    | 19 (0,23 %)    | 50 (0,52 %)    |
| Jugoslaveni                | 72 (1,02 %)    | 147 (1,80 %)   | 12 (0,12 %)    |
| ostali i nepoznato         | 54 (0,77 %)    | 60 (0,73 %)    | 58 (0,60 %)    |
| ukupno                     | 6991           | 8161           | 9555           |

#### Trnovo (naseljeno mjesto), nacionalni sastav
| Trnovo             |                |               |               |
| godina popisa      | 1991.          | 1981.         | 1971.         |
| Muslimani          | 1078 (51,35 %) | 552 (39,34 %) | 233 (30,45 %) |
| Srbi               | 939 (44,73 %)  | 737 (52,53 %) | 506 (66,14 %) |
| Hrvati             | 14 (0,66 %)    | 8 (0,57 %)    | 17 (2,22 %)   |
| Jugoslaveni        | 46 (2,19 %)    | 91 (6,48 %)   | 1 (0,13 %)    |
| ostali i nepoznato | 22 (1,04 %)    | 15 (1,06 %)   | 8 (1,04 %)    |
| ukupno             | 2099           | 1403          | 765           |

## Naseljena mjesta
Godine 1991., općina Trnovo se sastojala od naselja:
Balbašići, Bašci, Bistročaj, Bobovica, Bogatići, Boljanovići, Brda, Brutusi, Čeružići, Češina Strana, Čunčići, Dejčići, Delijaš, Deseci, Divčići, Donja Presjenica, Dujmovići, Durakovići, Godinja, Gornja Presjenica, Govedovići, Grab, Gračanica, Hamzići, Ilovice, Jablanica, Jelačići, Karovići, Kijevo, Klanac, Kozija Luka, Kramari, Krsmanići, Ledići, Lisovići, Lukavac, Mađari, Mijanovići, Milje, Obla Brda, Ostojići, Pendičići, Podivič, Pomenovići, Prečani, Rajski Do, Rakitnica, Rijeka, Sjeverovići, Slavljevići, Šabanci, Šabići, Šišići, Tošići, Trebečaj, Trnovo, Turovi, Tušila, Ulobići, Umčani, Umoljani, Vrbovnik, Zabojska i Zagor.
Poslije potpisivanja Daytonskog sporazuma, veći dio općine Trnovo je ušao u sastav Federacije Bosne i Hercegovine. Od ovog područja formirana je općina Trnovo. U sastav Republike Srpske ušla su naseljena mjesta: 
Bogatići, 
Grab, 
Jablanica, 
Kijevo, 
Klanac, 
Milje, 
Podivič, 
Rajski Do, Tošići, 
Trnovo (dio), 
Turovi, 
Ulobići i 
Vrbovnik (dio).